# Ján Mäsiar
Ján Mäsiar [ján mesjar] (* 26. ledna 1972) je bývalý slovenský fotbalový útočník.

## Hráčská kariéra
V 1. polovině 90. let 20. století hrál druhou slovenskou ligu v Levicích, na jaře 1996 hostoval ve druholigových Vráblích a poté odešel do České republiky.
V nejvyšší soutěži ČR nastoupil ve 12 utkáních za Karvinou, aniž by skóroval. Za Karvinou hrál také ve druhé lize na podzim 1997.
Po návratu do Slovenské republiky hrál druhou ligu za Nováky (jaro 1998) a Nové Zámky (1998–1999). Na jaře 2000 byl v TJ Družstevník Dvory nad Žitavou (2000). Od podzimu 2000 do jara 2004 působil v menších rakouských klubech FC Winden a UFC St. George/Eisenstadt. Po návratu do vlasti nastupoval za MFK Nová Baňa (2004–2005), FK Demandice (2006) a ŠK Bory (od 2006).

### Ligová bilance
| Ročník                     | Zápasy | Góly | Minuty | Klub       |
| -------------------------- | ------ | ---- | ------ | ---------- |
| I. liga 1996/97            | 12     | 0    | 325    | FC Karviná |
| II. liga 1997/98           | 2      | 0    | –      | FC Karviná |
| CELKEM I. LIGA (1996–1997) | 12     | 0    | 325    |            |
| CELKEM II. LIGA (1997)     | 2      | 0    | –      |            |